# Valse céleste
Pour plus de détails, voir Fiche technique et Distribution.
Valse céleste (titre original : Der himmlische Walzer) est un film autrichien réalisé par Géza von Cziffra sorti en 1948.

## Synopsis
Les anges se révoltent au ciel contre leurs robes ennuyeuses. Comme les humains, ils veulent porter des vêtements de fantaisie. L'ange Angelika est envoyée sur terre pour observer le roi de la mode Clemens Maria Weidenauer à Vienne.
Quand celui-ci voit Angelika, il est horrifié par la nature peu inspirée de son costume angélique et arrache accidentellement une de ses ailes. Maintenant, elle ne peut pas retourner au paradis à moins qu'elle ne fasse une bonne action.
Elle rencontre le jeune compositeur Hans Lieven, tellement impressionné par sa voix qu'il lui donne un engagement au théâtre. Elle a beaucoup de succès, alors Lieven décide de composer pour sa prochaine représentation une valse qui sera un succès. Mais il s'endort d'épuisement. Quand il se réveille, les notes de la Valse céleste sont à côté de lui. L'ange Angelica a maintenant fait sa bonne action et peut retourner au ciel. Mais quand les anges lui apportent de nouvelles ailes, elle préfère la Terre et l'amour.

## Fiche technique
- Titre : Valse céleste
- Titre original : Der himmlische Walzer
- Réalisation : Géza von Cziffra assisté de Laci von Ronay et Karlheinz Böhm[3]
- Scénario : Géza von Cziffra
- Musique : Alois Melichar, Ludwig Schmidseder
- Direction artistique : Fritz Jüptner-Jonstorff
- Costumes : Fred Adlmüller
- Photographie : Ludwig Berger
- Son : Otto Untersalmberger
- Montage : Henny Brünsch
- Production : Géza von Cziffra
- Société de production : Cziffra-Film GmbH
- Société de distribution : Prisma-Filmverleih
- Pays d'origine :  Autriche
- Langue : allemand
- Format : Noir et blanc - 1,33:1 - Mono - 35 mm
- Genre : Comédie
- Durée : 90 minutes
- Dates de sortie :
  - Autriche : 3 décembre 1948.
  - Allemagne : 25 février 1949.
  - France : 19 octobre 1950[1].
  - Suède : 17 mars 1952.
  - Italie : 1er juin 1952.
  - Finlande : 4 juillet 1952.

## Distribution
- Elfie Mayerhofer (de) : l'ange Angelika
- Paul Hubschmid : Hans Lieven
- Curd Jürgens : Clemens Maria Weidenauer
- Paul Kemp : Onkel Spaatz
- Petra Trautmann : Gaby
- Gretl Schörg : la chanteuse Lillian Lord
- Hans Olden (de) : le directeur Haller
- Herbert Schill : le compositeur Cäsar Martens
- Inge Konradi (de) : l'ange Beate
- Harry Fuss (de) : l'ange Raphael
- Fritz Imhoff : Herditschka
- Hans Kammauf : le directeur Thomas
- Friedl Loor (de) : Susi
- Jenny Liese (de) : Tante Hermine
- Erich Dörner : l'administrateur des finances Seidl
- Edith Meinel : l'ange Cäcilie
- Helga Dorn : un chérubin
- Carl Günther : le directeur Weichel
- Peter Preses (de) : le financier
- Viktor Gschmeidler : le réalisateur
- Franz Böheim : l'auteur
- Ernst Waldbrunn : le dramaturge
- Hilde Jaeger : la secrétaire
- Inge Egger (de) : la grosse ange

## Production
Le film est tourné dans le studio de Vienne-Sievering, les prises de vues en extérieur sont réalisées à Vienne.